# (38329) 1999 RO129
1999 RO129 (asteroide 38329) é um asteroide da cintura principal. Possui uma excentricidade de 0.10135650 e uma inclinação de 2.02102º.
Este asteroide foi descoberto no dia 9 de setembro de 1999 por LINEAR em Socorro.